# Llista de zones arqueològiques de Ciutadella
Llista de zones arqueològiques de Ciutadella catalogades pel consell insular de Menorca com a Béns d'Interès Cultural en la categoria de zona arqueològica pel municipi de Ciutadella. Alguns elements immobles prehistòrics poden tenir la categoria de monument. Vegeu també la llista de monuments de Ciutadella.
L'any 2006 hi havia 417 zones arqueològiques. Aquesta llista és incompleta, ja que inclou els elements registrats pel Ministeri de Cultura però no els incorporats posteriorment pel Consell Insular a partir de la Llei de Patrimoni Històric de les Illes Balears del 1998.
| Monument                                                    | Tipus                                       | Ubicació                                                           | Codi?                | Imatge                                           |
| ----------------------------------------------------------- | ------------------------------------------- | ------------------------------------------------------------------ | -------------------- | ------------------------------------------------ |
| Poblat d'Alfurinet / Ses Tanquetes                          | Zona arqueològica                           | Ciutadella Alfurinet, ses Tanquetes                                | AFT-01 RI-51-0003249 |                                                  |
| Naveta d'habitació d'Alfurinet                              | Zona arqueològica Naveta i assentament romà | Ciutadella Alfurinet, Font des Porcs                               | AFT-02 RI-51-0003250 |                                                  |
| Poblat d'Alfurinet / Puig Julià                             | Zona arqueològica                           | Ciutadella Alfurinet, Puig Julià                                   | AFT-03 RI-51-0003251 |                                                  |
| Poblat d'Algaiarens / es Pujol de sa Taula                  | Zona arqueològica                           | Ciutadella Algaiarens, es Pujol de sa Taula                        | AGA-01 RI-51-0003252 |                                                  |
| Assentament d'Algaiarens / cala en Carbó                    | Zona arqueològica                           | Ciutadella Algaiarens, cala en Carbó                               | AGA-02 RI-51-0003253 |                                                  |
| Hipogeu i restes d'Algaiarens / es Comellar                 | Zona arqueològica                           | Ciutadella Algaiarens, es Comellar                                 | AGA-03 RI-51-0003254 |                                                  |
| Poblat de navetes d'Algaiarens / sa Falconera               | Zona arqueològica                           | Ciutadella Algaiarens, sa Falconera, sa Fita, Muntanya Mala        | AGA-04 RI-51-0003255 |                                                  |
| Turó fortificat d'Algaiarens                                | Zona arqueològica Turó fortificat i navetes | Ciutadella Algaiarens, sa Bassa Verda                              | AGA-05 RI-51-0003256 |                                                  |
| Necròpolis d'Algaiarens / Font d'en Cumaru                  | Zona arqueològica                           | Ciutadella Algaiarens, Font d'en Cumaru                            | AGA-06 RI-51-0003257 |                                                  |
| Balmes d'Algaiarens                                         | Zona arqueològica Balma amuradada           | Ciutadella Algaiarens, Font de sa Teula                            | AGA-07 RI-51-0003258 |                                                  |
| Poblat d'Algaiarens / Pleta de ses Lluques                  | Zona arqueològica                           | Ciutadella Algaiarens, pleta de ses Lluques                        | AGA-08 RI-51-0003259 |                                                  |
| Necròpolis d'Algaiarens / Canaló d'en Sintes                | Zona arqueològica                           | Ciutadella Algaiarens, canaló d'en Sintes                          | AGA-09 RI-51-0003260 |                                                  |
| Necròpolis d'Algaiarens / coves de l'Amo en Marc            | Zona arqueològica                           | Ciutadella Algaiarens, coves de l'Amo en Marc                      | AGA-14 RI-51-0003297 |                                                  |
| Assentament dels Aljubs                                     | Zona arqueològica                           | Ciutadella Els Aljubs, es Figueral                                 | ALJ-01 RI-51-0003264 |                                                  |
| Sala hipòstila d'Alpara                                     | Zona arqueològica                           | Ciutadella Alpara, sa Talaieta, costa des Camí                     | APE-01 RI-51-0003265 |                                                  |
| Restes d'Alpara                                             | Zona arqueològica                           | Ciutadella Alpara, tanca de sa Vela de Dalt                        | APE-02 RI-51-0003266 |                                                  |
| Turó fortificat i pou prehistòric d'Alparico                | Zona arqueològica Estructura ciclòpia       | Ciutadella Alparico, es Castellet de Macarelleta                   | API-01 RI-51-0003267 |                                                  |
| Necròpolis d'Alparico                                       | Zona arqueològica                           | Ciutadella Alparico, entre Macarella i Macarelleta                 | API-02 RI-51-0003269 |                                                  |
| Poblat de ses Arenes de Baix                                | Zona arqueològica                           | Ciutadella Ses Arenes de Baix, tanca de s'Antigot                  | ARB-01 RI-51-0003272 | Poblat de ses Arenes de Baix (Ciutadella)        |
| Restes de ses Arenes de Dalt                                | Zona arqueològica                           | Ciutadella Ses Arenes de Dalt                                      | ARD-01 RI-51-0003273 |                                                  |
| Necròpolis de ses Arenetes                                  | Zona arqueològica                           | Ciutadella Ses Arenetes, es Coster de Son Quart                    | ART-01 RI-51-0003274 |                                                  |
| Hipogeus de Binigarba                                       | Zona arqueològica                           | Ciutadella Binigarba, tanca de ses Roques                          | BGB-01 RI-51-0003279 |                                                  |
| Talaiot de Binigafull                                       | Zona arqueològica                           | Ciutadella Binigafull, sa Talaia Blanca                            | BGF-01 RI-51-0003280 |                                                  |
| Poblat de Biniatram                                         | Zona arqueològica                           | Ciutadella Biniatram, ses Talaies                                  | BIA-01 RI-51-0003278 |                                                  |
| Poblat de Bellaventura                                      | Zona arqueològica                           | Ciutadella Bellaventura, s'Antigot                                 | BLL-01 RI-51-0003277 |                                                  |
| Naveta de Binipati Nou                                      | Zona arqueològica                           | Ciutadella Binipati Nou, tanca de ses Canessies                    | BPN-01 RI-51-0003281 |                                                  |
| Restes i hipogeus de Binipati Vell                          | Zona arqueològica                           | Ciutadella Binipati Vell, s'Hortal                                 | BPV-01 RI-51-0003282 |                                                  |
| Talaiot des Caragol                                         | Zona arqueològica                           | Ciutadella Es Caragol, s'Hortal Nou                                | CAR-01 RI-51-0003286 |                                                  |
| Necròpolis de Ciutadella / els Trabucs                      | Zona arqueològica Restes paleocristianes    | Ciutadella Pg. de Sant Nicolau - camí de Baix                      | CIU-02 RI-51-0003288 |                                                  |
| Necròpolis de Ciutadella / Canal dels Horts                 | Zona arqueològica                           | Ciutadella Passeig del Pla de Sant Joan                            | CIU-03 RI-51-0003284 |                                                  |
| Necròpolis de Ciutadella / Canal Salat                      | Zona arqueològica                           | Ciutadella C. del Doctor Flèming                                   | CIU-04 RI-51-0003285 |                                                  |
| Poblat de la Cova / tanca de s'Antigot                      | Zona arqueològica                           | Ciutadella La Cova, tanca de s'Antigot, tanca des Forn de Calç     | CVA-01 RI-51-0003291 |                                                  |
| Necròpolis de la Cova / ses Cases                           | Zona arqueològica                           | Ciutadella La Cova, ses Cases                                      | CVA-02 RI-51-0003292 |                                                  |
| Necròpolis de la Cova / Tanca de sa Cova                    | Zona arqueològica                           | Ciutadella La Cova, tanca de sa Cova                               | CVA-03 RI-51-0003293 |                                                  |
| Naveta de la Cova / es Pinar                                | Zona arqueològica                           | Ciutadella La Cova, es Pinar                                       | CVA-04 RI-51-0003294 |                                                  |
| Poblat de navetes de la Cova / Pinar de sa Cova             | Zona arqueològica                           | Ciutadella La Cova, Pinar de sa Cova                               | CVA-05 RI-51-0003295 |                                                  |
| Turó fortificat de sa Fontsanta                             | Zona arqueològica                           | Ciutadella Sa Fontsanta, n'Ametllareta                             | FOS-01 RI-51-0003300 |                                                  |
| Assentament de s'Hort de Dalt                               | Zona arqueològica                           | Ciutadella Hort de Dalt                                            | HOD-01 RI-51-0003298 |                                                  |
| Restes de l'Hort d'en Seguí                                 | Zona arqueològica                           | Ciutadella Hort d'en Seguí                                         | HSE-01 RI-51-0003299 |                                                  |
| Restes de s'Hort d'en Toni Mercadal Florit                  | Zona arqueològica                           | Ciutadella Hort d'en Toni Mercadal Florit, Talaies de n'Alzina     | HTM-01 RI-51-0003406 |                                                  |
| Poblat des Lloc des Pou                                     | Zona arqueològica                           | Ciutadella Es Lloc des Pou, tanca de sa Talaia                     | LLP-0 RI-51-0003302  |                                                  |
| Assentament de sa Marjal Nova, Sant Francesc                | Zona arqueològica                           | Ciutadella Sa Marjal Nova                                          | MJN-01 RI-51-0003303 |                                                  |
| Poblat i necròpolis de Morvedre Nou                         | Zona arqueològica                           | Ciutadella Morvedre Nou, Puig de Son Tica                          | MON-01 RI-51-0003308 |                                                  |
| Poblat i necròpolis de Montefí                              | Zona arqueològica visitable                 | Ciutadella Montefí, ses Talaies                                    | MTF-01 RI-51-0003307 |                                                  |
| Poblat i hipogeu de sa Muntanya Vella                       | Zona arqueològica                           | Ciutadella Muntanya Vella, s'Olivereta                             | MUN-01 RI-51-0003309 |                                                  |
| Naveta d'habitació de sa Muntanyeta                         | Zona arqueològica                           | Ciutadella Sa Muntanyeta, tanca de ses Eres                        | MUT-01 RI-51-0003311 |                                                  |
| Balma de sa Muntanyeta                                      | Zona arqueològica                           | Ciutadella Sa Muntanyeta, tanca de sa Cova                         | MUT-02 RI-51-0003310 |                                                  |
| Cova de s'Aigo                                              | Zona arqueològica                           | Ciutadella Parelleta, Cala Blanca                                  | PRT-01 RI-51-0003312 |                                                  |
| Naveta de Cala Blanca                                       | Zona arqueològica visitable                 | Ciutadella Parelleta, Cala Blanca                                  | PRT-02 RI-51-0003314 |                                                  |
| Talaiot de Parella Vella                                    | Zona arqueològica                           | Ciutadella Parella Vella, ses Cases                                | PRV-01 RI-51-0003313 |                                                  |
| Naveta d'habitació de sa Pabordia Vella                     | Zona arqueològica                           | Ciutadella Pabordia, es Talaiot                                    | PVV-04 RI-51-0003315 |                                                  |
| Assentament de Rafal des Capità / Mitjà de s'Arena          | Zona arqueològica                           | Ciutadella Rafal des Capità, Mitjà de s'Arena                      | RAC-01 RI-51-0003316 |                                                  |
| Assentament de Rafal des Capità / s'Antigot de Son Escudero | Zona arqueològica Estructura ciclòpia       | Ciutadella Rafal des Capità, s'Antigot de Son Escudero             | RAC-02 RI-51-0003317 |                                                  |
| Cova des Rafal des Capità / cova d'en Vallori               | Zona arqueològica                           | Ciutadella Rafal des Capità                                        | RAC-03 RI-51-0003344 |                                                  |
| Assentament de Rafal des Capità / Son Fe d'en Sintes        | Zona arqueològica                           | Ciutadella Rafal des Capità, Son Fe d'en Sintes                    | RAC-06 RI-51-0003347 |                                                  |
| Talaiot i hipogeu de Son Alzina                             | Zona arqueològica                           | Ciutadella Son Alzina, s'Antigot, pleta de sa Cova                 | SAZ-01 RI-51-0003333 |                                                  |
| Poblat i necròpolis de Son Bernadí                          | Zona arqueològica                           | Ciutadella Son Bernardí, ses Talaies                               | SBE-01 RI-51-0003337 |                                                  |
| Naveta d'habitació de Son Blanc                             | Zona arqueològica                           | Ciutadella Son Blanc, Caleta d'en Gorries, es Castellar            | SBL-02 RI-51-0003283 |                                                  |
| Turó fortificat de Santa Bàrbara                            | Zona arqueològica                           | Ciutadella Santa Bàrbara                                           | SBR-01 RI-51-0003320 |                                                  |
| Talaiot de Son Bou Vell                                     | Zona arqueològica                           | Ciutadella Son Bou Vell, s'Antigot de Dalt                         | SBV-01 RI-51-0003338 |                                                  |
| Restes i hipogeu de Santa Catalina                          | Zona arqueològica                           | Ciutadella Santa Catalina, s'Hortal                                | SCI-01 RI-51-0003321 |                                                  |
| Assentament i hipogeu de Son Camps / sa Talaieta            | Zona arqueològica                           | Ciutadella Son Camps, sa Talaieta                                  | SCP-02 RI-51-0003341 |                                                  |
| Assentament de Sant Domingo                                 | Zona arqueològica                           | Ciutadella Sant Domingo, tanca des Pou                             | SDO-01 RI-51-0003325 |                                                  |
| Restes de Son Fe Anglada                                    | Zona arqueològica                           | Ciutadella Son Fe Anglada, na Pedralla                             | SFA-01 RI-51-0003345 |                                                  |
| Poblat de Son Fe Capó                                       | Zona arqueològica                           | Ciutadella Son Fe Capó                                             | SFC-01 RI-51-0003346 |                                                  |
| Poblat de Son Fedelic                                       | Zona arqueològica                           | Ciutadella Son Fedelic, s'Antigot                                  | SFD-01 RI-51-0003350 |                                                  |
| Talaiot i balmes de Sant Felip                              | Zona arqueològica                           | Ciutadella Sant Felip, tanca des Pla de Mar                        | SFE-01 RI-51-0003327 |                                                  |
| Poblat de Son Fe Vell                                       | Zona arqueològica                           | Ciutadella Son Fe Vell, sa Talaia                                  | SFV-01 RI-51-0003348 |                                                  |
| Poblat de Son Angladó                                       | Zona arqueològica                           | Ciutadella Son Angladó, ses Talaies de Prop                        | SGL-01 RI-51-0003334 |                                                  |
| Poblat de Son Guillem                                       | Zona arqueològica                           | Ciutadella Son Guillem, s'Hortal                                   | SGU-01 RI-51-0003351 |                                                  |
| Sala hipòstila i hipogeu de Son Guillem                     | Zona arqueològica                           | Ciutadella Son Guillem, camí des Barranc                           | SGU-02 RI-51-0003352 |                                                  |
| Talaiot de Sant Joan Gran                                   | Zona arqueològicac                          | Ciutadella Sant Joan Gran, es Forn de calç                         | SJG-01 RI-51-0003329 |                                                  |
| Talaiot i hipogeu de Son Juaneda                            | Zona arqueològica                           | Ciutadella Son Juaneda                                             | SJU-01 RI-51-0003328 |                                                  |
| Poblat de Son Marc / sa Talaieta                            | Zona arqueològica                           | Ciutadella Son Marc, sa Talaieta                                   | SMC-01 RI-51-0003353 |                                                  |
| Poblat de Son Marc / Hortal de davant ses Cases             | Zona arqueològica                           | Ciutadella Son Marc, hortal de davant ses Cases                    | SMC-02 RI-51-0003354 |                                                  |
| Jaciment d'habitació de Santa Maria Magdalena               | Zona arqueològica                           | Ciutadella Santa Maria Magdalena                                   | SMM-01 RI-51-0003322 |                                                  |
| Poblat de navetes de Son Morell Nou / s'Antigot             | Zona arqueològica                           | Ciutadella Son Morell Nou, s'Antigot                               | SMN-01 RI-51-0003362 |                                                  |
| Poblat de navetes de Son Morell Nou / coll de Cala Morell   | Zona arqueològica                           | Ciutadella Son Morell Nou, Cala Morell                             | SMN-02 RI-51-0003363 | Poblat de navetes de Son Morell Nou (Ciutadella) |
| Necròpolis de Son Morell Nou / Coves de Cala Morell         | Zona arqueològica visitable                 | Ciutadella Son Morell Nou, Cala Morell                             | SMN-03 RI-55-0000821 |                                                  |
| Poblat de Son Marquet                                       | Zona arqueològica                           | Ciutadella Son Marquet, els Antigots                               | SMQ-01 RI-51-0003356 |                                                  |
| Restes de Son Morro                                         | Zona arqueològica                           | Ciutadella Son Morro, s'Antigot                                    | SMR-01 RI-51-0003365 |                                                  |
| Naveta de Son Morell de Dalt                                | Zona arqueològica                           | Ciutadella Son Morell de Dalt, sa Punta Gran                       | SMT-02 RI-51-0003235 |                                                  |
| Poblat de Son Morell de Dalt                                | Zona arqueològica                           | Ciutadella Son Morell de Dalt, pleta de sa Barraca de ses Pinyanes | SMT-03 RI-51-0003361 |                                                  |
| Assentament de Son Morell de Baix                           | Zona arqueològica                           | Ciutadella Son Morell de Baix, ses Talaies                         | SMX-01 RI-51-0003357 |                                                  |
| Poblat de Son Morell de Baix                                | Zona arqueològica                           | Ciutadella Son Morell de Baix, sa Talaia                           | SMX-03 RI-51-0003359 |                                                  |
| Poblat de Son Olivar de Baix                                | Zona arqueològica                           | Ciutadella Son Olivar de Baix                                      | SOB-01 RI-51-0003368 |                                                  |
| Restes de Son Olivar de Baix                                | Zona arqueològica                           | Ciutadella Son Olivar de Baix, Mitjà d'en Bru                      | SOB-02 RI-51-0003369 |                                                  |
| Poblat de Son Catlar                                        | Zona arqueològica visitable                 | Ciutadella Son Catlar                                              | SOC-01 RI-51-0003342 | Ruïnes de Son Catlar (Ciutadella)                |
| Talaiot de Son Olivar Nou                                   | Zona arqueològica                           | Ciutadella Son Olivar Nou, tanca de sa Talaia                      | SON-01 RI-51-0003370 |                                                  |
| Restes de Son Olivar Nou                                    | Zona arqueològica                           | Ciutadella Son Olivar Nou, tanca dels Ullastres                    | SON-02 RI-51-0003372 |                                                  |
| Talaiot de Son Olivar                                       | Zona arqueològica                           | Ciutadella Son Olivar, Binitalaiot                                 | SOO-01 RI-51-0003367 |                                                  |
| Poblat de Son Olivaret Nou                                  | Zona arqueològica                           | Ciutadella Son Olivaret Nou, Clot dels Diners                      | SOU-01 RI-51-0003371 |                                                  |
| Restes de Son Olivaret Vell                                 | Zona arqueològica                           | Ciutadella Son Olivaret Vell, sa Tanca Nova                        | SOV-01 RI-51-0003373 |                                                  |
| Assentament de Son Olivaret Vell                            | Zona arqueològica                           | Ciutadella Son Olivaret Vell, sa Vinya de Dalt                     | SOV-02 RI-51-0003374 |                                                  |
| Talaiot de Son Pau                                          | Zona arqueològica                           | Ciutadella Son Pau, sa Talaieta                                    | SPA-01 RI-51-0003376 |                                                  |
| Assentament de Son Peu                                      | Zona arqueològica                           | Ciutadella Son Peu, sa Talaia                                      | SPE-01 RI-51-0003377 |                                                  |
| Assentament i hipogeu de Son Piris                          | Zona arqueològica                           | Ciutadella Son Piris, na Bernadina                                 | SPI-01 RI-51-0003378 |                                                  |
| Sala hipòstila de Son Piris                                 | Zona arqueològica                           | Ciutadella Son Piris, tanca des Carrers                            | SPI-02 RI-51-0003379 |                                                  |
| Talaiot de So na Parets Vives                               | Zona arqueològica                           | Ciutadella So na Parets Vives                                      | SPV-01 RI-51-0003335 |                                                  |
| Assentament i hipogeu de So na Parets Vives                 | Zona arqueològica                           | Ciutadella So na Parets Vives, Carreró d'en Pomar                  | SPV-02 RI-51-0003336 |                                                  |
| Naveta d'habitació i hipogeu de Son Quart                   | Zona arqueològica                           | Ciutadella Son Quart, s'Hortal de ses Cases                        | SQU-01 RI-51-0003380 |                                                  |
| Poblat i hipogeus de Son Quart                              | Zona arqueològica                           | Ciutadella Son Quart, ses Talaies                                  | SQU-02 RI-51-0003381 |                                                  |
| Poblat i necròpolis de Santa Rosa                           | Zona arqueològica                           | Ciutadella Santa Rosa, ses Talaies                                 | SRS-01 RI-51-0003323 |                                                  |
| Hipogeu i restes de Son Solomó                              | Zona arqueològica                           | Ciutadella Son Solomó, na Rotja                                    | SSA-01 RI-51-0003383 |                                                  |
| Cova des Mussol                                             | Zona arqueològica                           | Ciutadella Son Solomó                                              | SSA-11 RI-51-0010485 |                                                  |
| Necròpolis de Son Sintes                                    | Zona arqueològica                           | Ciutadella Son Sintes, es Desmamadors, tanca des Vilàs             | SSI-01 RI-51-0003390 |                                                  |
| Poblat de Son Saura Nou                                     | Zona arqueològica                           | Ciutadella Son Saura Nou                                           | SSN-01 RI-51-0003386 |                                                  |
| Necròpolis de Son Saura Nou                                 | Zona arqueològica                           | Ciutadella Son Saura Nou, sa Marina, els Escalons                  | SSN-02 RI-51-0003387 |                                                  |
| Sala hipòstila i hipogeus de Son Sarparets                  | Zona arqueològica                           | Ciutadella Son Sarparets, s'Aljubet de Dalt                        | SSR-01 RI-51-0003384 |                                                  |
| Poblat i hipogeus de Son Saura Vell                         | Zona arqueològica                           | Ciutadella Son Saura Vell, tanca Que No Es Sembra                  | SSV-01 RI-51-0003389 |                                                  |
| Necròpolis de Santa Anna                                    | Zona arqueològica                           | Ciutadella Santa Anna, es Milocar, es Barranc                      | STA-01 RI-51-0003318 |                                                  |
| Necròpolis de Santandria                                    | Zona arqueològica                           | Ciutadella Cala Santandria                                         | STD-01 RI-51-0003324 |                                                  |
| Poblat i hipogeus de Son Toni Martinet                      | Zona arqueològica                           | Ciutadella Son Toni Martinet, ses Talaies                          | STI-01 RI-51-0003396 |                                                  |
| Hipogeu i restes de Son Toni Martí                          | Zona arqueològica                           | Ciutadella Son Toni Martí, tanca de s'Era                          | STR-05 RI-51-0003395 |                                                  |
| Restes i pedrera de Son Tarí Vell                           | Zona arqueològica                           | Ciutadella Son Tarí Vell, tanca de s'Antigot                       | STV-01 RI-51-0003392 |                                                  |
| Assentament de Son Triai                                    | Zona arqueològica                           | Ciutadella Son Triai, tanca de s'Antigot                           | STY-02 RI-51-0003397 |                                                  |
| Poblat de Son Vell                                          | Zona arqueològica                           | Ciutadella Son Vell                                                | SVE-01 RI-51-0003398 |                                                  |
| Sepulcre i restes de Son Vell / sa Cala                     | Zona arqueològica                           | Ciutadella Son Vell, Cala de Son Vell                              | SVE-02 RI-51-0003399 |                                                  |
| Sepulcre de Son Vell / Punta de sa Cala                     | Zona arqueològica                           | Ciutadella Son Vell, Cala de Son Vell                              | SVE-03 RI-51-0003400 |                                                  |
| Poblat de Son Vivó                                          | Zona arqueològica                           | Ciutadella Son Vivó, tanca de sa Talaia                            | SVV-01 RI-51-0003401 |                                                  |
| Naveta d'habitació de Son Vivó                              | Zona arqueològica                           | Ciutadella Son Vivó, Pletes de ses Oliveres                        | SVV-03 RI-51-0003403 |                                                  |
| Hipogeu de Son Vivó / Tanca de sa Cova                      | Zona arqueològica                           | Ciutadella Son Vivó, tanca de sa Cova                              | SVV-04 RI-51-0003404 |                                                  |
| Talaiot i restes de Son Xoriguer                            | Zona arqueològica                           | Ciutadella Son Xoriguer                                            | SXO-01 RI-51-0003405 |                                                  |
| Poblat de ses Tavernes                                      | Zona arqueològica                           | Ciutadella Ses Tavernes                                            | TAV-01 RI-51-0003407 |                                                  |
| Assentament de Torre del Ram                                | Zona arqueològica                           | Ciutadella Torre del Ram, els Bancals                              | TDR-01 RI-51-0003422 |                                                  |
| Naveta i tombes de Torre del Ram / tanca des Bouer Vell     | Zona arqueològica                           | Ciutadella Torre del Ram, tanca des Bouer Vell                     | TDR-02 RI-51-0003423 |                                                  |
| Naveta de Torre del Ram / Pont de ses Arades                | Zona arqueològica                           | Ciutadella Torre del Ram, Pont de ses Arades, Cova des Camí        | TDR-03 RI-51-0003424 |                                                  |
| Naveta de Torre del Ram / pleta de s'Ase                    | Zona arqueològica                           | Ciutadella Torre del Ram, pleta de s'Ase                           | TDR-04 RI-51-0003425 |                                                  |
| Poblat i necròpolis de Torrellafuda                         | Zona arqueològica visitable                 | Ciutadella Torrellafuda, crta. Maó a Ciutadella, km. 37            | TLF-01 RI-55-0000822 |                                                  |
| Poblat de Torrenova d'en Lozano                             | Zona arqueològica                           | Ciutadella Torrenova d'en Lozano, tanca de sa Talaia               | TNL-01 RI-51-0003415 |                                                  |
| Necròpolis de Torreta Saura                                 | Zona arqueològica                           | Ciutadella Torreta Saura, es Barranc                               | TOS-01 RI-51-0003431 |                                                  |
| Restes i hipogeus de Tot-lluc                               | Zona arqueològica                           | Ciutadella Tot-lluc, es Mitjà de Defora                            | TOT-01 RI-51-0003432 |                                                  |
| Restes de Tot-lluc / na Prima                               | Zona arqueològica                           | Ciutadella Tot-lluc, na Prima, tanca de sa Torreta                 | TOT-02 RI-51-0003433 |                                                  |
| Turó fortificat de Torrepetxina Nova                        | Zona arqueològica                           | Ciutadella Torrepetxina Nova, sa Talaia                            | TPN-01 RI-51-0003416 |                                                  |
| Necròpolis de Torrepetxina Nova                             | Zona arqueològica                           | Ciutadella Torrepetxina Nova, es Barranc, cova de ses Cisternetes  | TPN-02 RI-51-0003418 |                                                  |
| Cova des Grans, cova Murada                                 | Zona arqueològica                           | Ciutadella Torrepetxina Nova                                       | TPN-03 RI-51-0003417 |                                                  |
| Cova d'en León, Cova dels Borinots                          | Zona arqueològica                           | Ciutadella Torrepetxina Nova                                       | TPN-04 RI-51-0003275 |                                                  |
| Poblat i necròpolis de Torrepetxina Vella                   | Zona arqueològica                           | Ciutadella Torrepetxina Vella, tanca dels Antigots                 | TPV-01 RI-51-0003420 |                                                  |
| Assentament de la Trinitat / sa Reserva des Mitjà Mal       | Zona arqueològica                           | Ciutadella La Trinitat, sa Reserva des Mitjà Mal                   | TRI-01 RI-51-0003435 |                                                  |
| Assentament de la Trinitat / partió de sa Cavalleria        | Zona arqueològica                           | Ciutadella La Trinitat, partió de sa Cavalleria                    | TRI-03 RI-51-0003437 |                                                  |
| Poblat de Torralba                                          | Zona arqueològica                           | Ciutadella Torralba, sa Talaia                                     | TRR-01 RI-51-0003409 |                                                  |
| Poblat de navetes de Torralbet                              | Zona arqueològica                           | Ciutadella Torralbet, el Poticari                                  | TRT-01 RI-51-0003411 |                                                  |
| Assentament de Torralbet                                    | Zona arqueològica                           | Ciutadella Torralbet, es Pinar de sa mitgera d'Alpara              | TRT-02               |                                                  |
| Poblat i necròpolis de Torretrencada                        | Zona arqueològica visitable                 | Ciutadella Torretrencada                                           | TTR-01 RI-55-0000747 |                                                  |
| Poblat dels Tudons                                          | Zona arqueològica                           | Ciutadella Els Tudons, pleta de sa Talaia                          | TUD-01 RI-51-0003439 |                                                  |
| Necròpolis des Tudons                                       | Zona arqueològica                           | Ciutadella Els Tudons, es Pinar, tanca de ses Sivines              | TUD-02 RI-51-0003440 |                                                  |
| Hipogeu i sitjot dels Tudons / s'Aljubet                    | Zona arqueològica                           | Ciutadella Els Tudons, s'Aljubet                                   | TUD-07 RI-51-0003445 |                                                  |
| Poblat i necròpolis de Torrevella d'en Lozano               | Zona arqueològica                           | Ciutadella Torrevella d'en Lozano                                  | TVL-01 RI-55-0000679 |                                                  |
| Assentament de Torrevella d'en Lozano / es Piló             | Zona arqueològica                           | Ciutadella Torrevella d'en Lozano                                  | TVL-02 RI-51-0003430 |                                                  |